# راسي (ممثلة)
راسي (فيجا) من مواليد 29 يونيو 1980 هي ممثلة هندية ظهرت في الغالب في أفلام التيلجو والتامبل . تم تسجيلها باسم مانتهارا في الأفلام المالايالامية والتاميلية. ظهرت في أفلام مثل Subhakankshalu (1997)، جوكو لامالمالو سيتا (1997) و Pelli Pandiri (1998). ظهرت لأول مرة على شاشة التلفزيون مع المسلسلات التلفزيونية التيلجو Girija Kalyanam (2020) و Janaki Kalaganaledu (2021).
ولد راسي باسم فيجايا عام 1980 في منطقة غرب جيدافاري بي ولاية بالهند. تزوجت من المخرج السينمائي سري موني.